# دوار الشمس قليل الأزهار
دوار الشمس قليل الأوراق نوع نباتي يتبع جنس دوار الشمس من الفصيلة النجمية.

## البيئة والانتشار
ينتشر في معظم مناطق شرق ووسط الولايات المتحدة.